# Дбар, Сергей Платонович
Сергей Платонович Дбар (абх. Сергей Платон-иԥа Дбар; 2 мая 1946, село Мгудзырхуа, Гудаутский район — 27 июня 2002, Сухум, Абхазия) — советский и абхазский военачальник. Герой Абхазии (1994). Участник грузино-абхазской войны 1992—1993 годов. Заместитель министра обороны — начальник Генерального штаба Абхазии. Генерал-лейтенант (1993).

## Биография
Сергей Платонович Дбар родился 2 мая 1946 года в с. Мгудзырхуа Гудаутского района в крестьянской семье.
В 1963 году окончил 11 классов средней школы. Работал в колхозе с. Мгудзырхуа. В 1964 году поступил в Бакинское высшее общевойсковое командное училище имени Верховного Совета Азербайджанской ССР, которое окончил в 1968 году .

### Образование
- 1964—1968 годы Бакинское высшее общевойсковое командное училище имени Верховного Совета Азербайджанской ССР по специальности — командной общевойсковой, присвоена квалификация офицера с высшим военным (преподаватель физики, математики) и средним военным образованием.
- 1971—1974 годы военную академию им. М. В. Фрунзе по специальности — командно-штабная, оперативно-тактическая общевойсковая, присвоена квалификация офицера с высшим военным образованием.

### На воинской службе
Военную службу в Вооруженных Силах СССР и Российской Федерации проходил с 11.08.1964 по 01.03.1999 года на командных и штабных должностях:
- 11.08.1964 — 27.07.1968. Рядовой, курсант, БВОКУ, ЗакВО. (Тбилиси, Грузия; Баку, Азербайджан).
- 11 октября 1964 года принял военную присягу.
- 27.07.1968. Лейтенант[1]

Направлен по распределению в Закавказский военный округ на должность командира мотострелкового взвода. Затем был командиром разведвзвода, разведроты.
В 1972 году был направлен в Забайкальский военный округ и назначен командиром разведывательной роты, а затем командиром мотострелкового батальона, командиром пулемётно-артиллерийского батальона.
С 1977 по 1979 проходил службу в Группе советских войск в Германии в должности командира батальона.
1979—1982 годы — Слушатель основного факультета военной академии им. М. В. Фрунзе. МВО. (Москва, СССР).
В 1982 году служил в Венгрии в должности начальника оперативного отделения — заместителя начальника штаба 53-й гвардейской мотострелковой дивизии.
- август 1987 — сентябрь 1989. Полковник, начальник оперативного отдела — заместитель начальника штаба 9-й Краснодарской Краснознамённой орденов Кутузова и Красной Звезды мотострелковой дивизии 12-го армейского корпуса СКВО

Некоторое время находился в качестве военного советника в Эфиопии.
С 1990 года Военный комиссар г. Сухума и Сухумского района. Военком Абхазии
В августе 1992 года, с началом войны с Грузией, — начальник обороны города Сухума.
После стабилизации фронта на р. Гумиста стал начальником штаба Бзыбского оборонительного рубежа.
В октябре 1992 года руководил освобождением Гагры. После успешно проведённой операции назначен командующим Гумистинским фронтом.
С мая 1993 по 1996 год начальник Генерального штаба Вооружённых сил Республики Абхазия
30 декабря 1993 года. Генерал-лейтенант
27 сентября 1994 г. С. П. Дбар был удостоен звания «Герой Абхазии» за особую храбрость и мужество, проявленные при защите Республики Абхазия.
В 1996 году уволился из армии и назначен советником Президента Республики Абхазия по военным вопросам.
В марте 2002 года избран депутатом Народного Собрания — Парламента Республики Абхазия по Отхарскому избирательному округу № 13. Парламент избирает его вице-спикером. Активно участвовал в общественно-политической жизни страны, твердо отстаивал интересы ветеранов войны.
На 1-м своем съезде 31 марта 1999 года ветераны избрали его председателем общественной организации ветеранов Отечественной войны народа Абхазии (1992—1993 гг.) «Амцахара». (с 2001 года организацию преобразована в общественно-политическое движение).
27 июня 2002 года Сергей Платонович Дбар скоропостижно скончался.
В мае 2005 года руководство страны достойно оценило заслуги С. П. Дбара, наградив его посмертно орденом «Ахьдз-Апша» (Орден «Честь и слава» (Абхазия)) первой степени.

## Семья
Женат. Двое детей. Сын, Денис Сергеевич Дбар, заместитель начальника отдела по борьбе с незаконным оборотом наркотиков МВД, погиб при исполнении служебных обязанностей в 2009 году.

## Знаки отличия
- Герой Абхазии
- Орден «За службу Родине в Вооружённых Силах СССР» 3 степени
- Орден «Честь и слава» (Абхазия) абх. «Ахьдз-апша» аорден
- Юбилейная медаль «Двадцать лет Победы в Великой Отечественной войне 1941—1945 гг.»[источник не указан 702 дня]
- Медаль «Ветеран Вооружённых Сил СССР»
- Юбилейная медаль «50 лет Вооружённых Сил СССР»
- Юбилейная медаль «60 лет Вооружённых Сил СССР»[3]
- Юбилейная медаль «70 лет Вооружённых Сил СССР»[4]
- Медаль «За безупречную службу» I степени
- Медаль «За безупречную службу» II степени
- Медаль «За безупречную службу» III степени
- Иностранные награды.

## Память

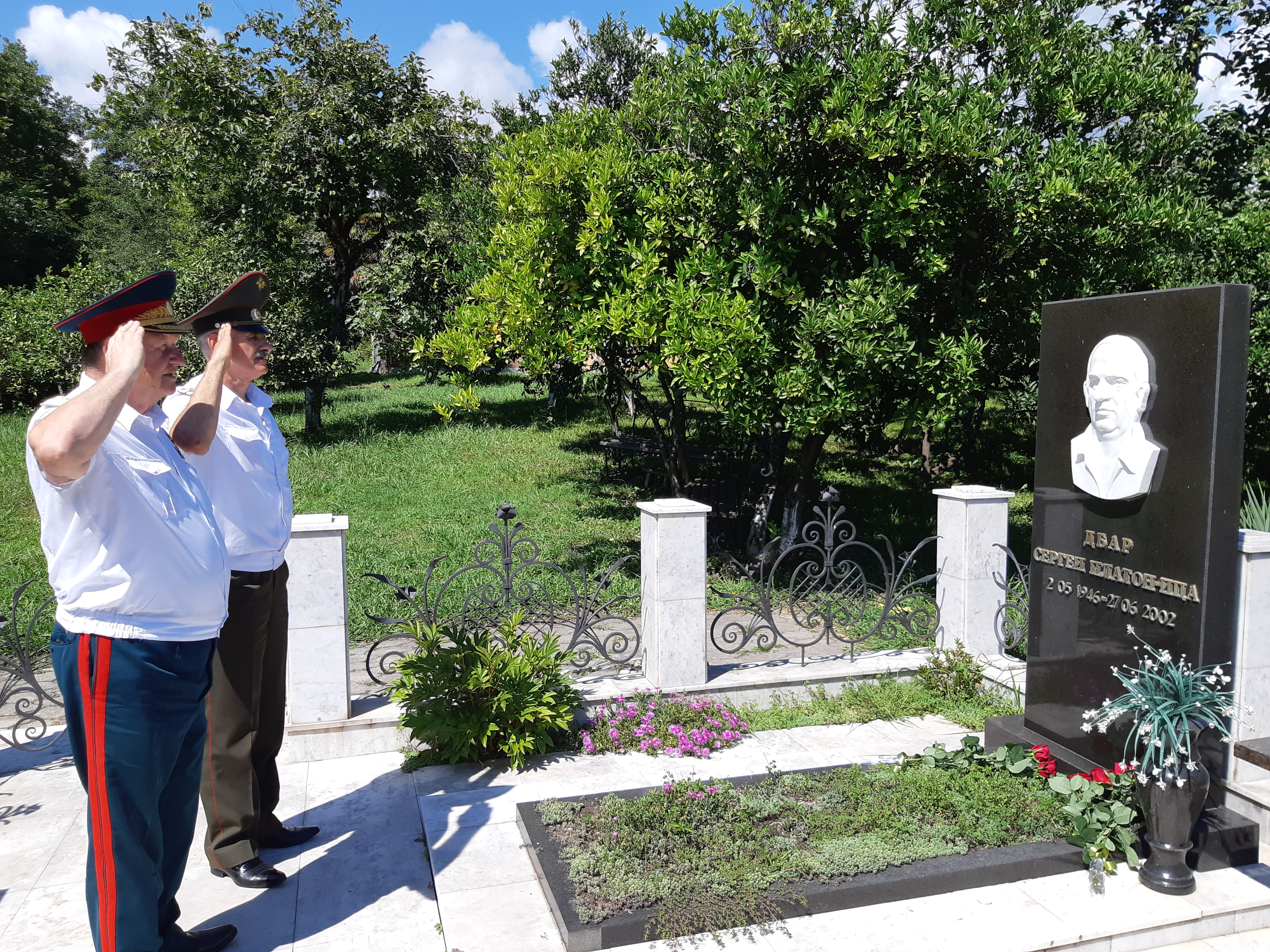
Надгробный памятник Дбару С. П. в Мгудзырхуа Гудаутского района Абхазии.2018.

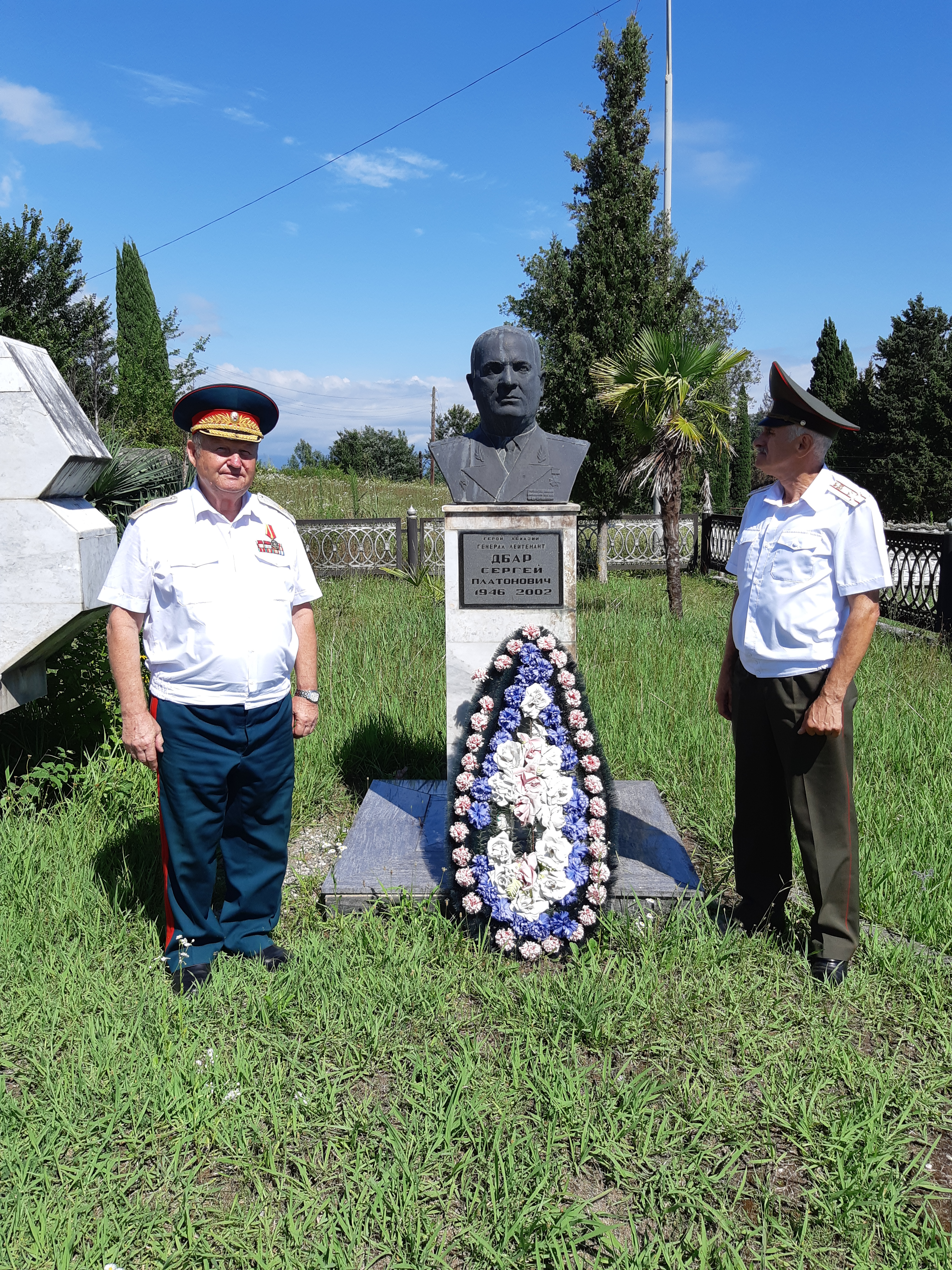
Сослуживцы А. Дорофеев и В. Потоцкий у бюста Дбару С. П. в Мгудзырхуа Гудаутского района Абхазии. 2018.

- Одна из центральных улиц г. Сухума, бывшая ул. Гоголя, переименована в улицу генерала Дбар.
- В парке Боевой Славы в Сухуме заложен памятный камень, на месте которого будет установлен его бюст.
- Гудаутский музей Отечественной войны народа Абхазии назван его именем
- В ГУДАУТСКОМ МУЗЕЕ БОЕВОЙ СЛАВЫ ОТКРЫЛИ БЮСТ АБХАЗСКОГО ПОЛКОВОДЦА СЕРГЕЯ ДБАРА
- Одна из улиц г. Гагра переименована в улицу генерала Дбар